# Органеллы
Органе́ллы, ранее называвшиеся также органо́идами (от орган и др.-греч. εἶδος — «вид»), — постоянные компоненты клетки. Располагаются во внутренней части клетки — цитоплазме, в которой, наряду с органеллами, могут находиться различные включения.
Органеллы делятся на мембранные (одномембранные или двумембранные) и немембранные. К одномембранным относят эндоплазматический ретикулум, аппарат Гольджи, лизосомы, вакуоли, пероксисомы, а также плазматическую мембрану. К двумембранным — митохондрии, пластиды, клеточное ядро. Немембранные включают в себя рибосомы и клеточный центр. Отдельно рассматривается цитоскелет — обязательная, но постоянно меняющаяся структура клетки.

## Цитоплазма
Органеллы клетки располагаются в цитоплазме, состоящей из гиалоплазмы, образующей её внутреннюю среду. Гиалоплазма представляет собой однородную сложную коллоидную систему белков, ферментов, углеводов, нуклеиновых кислот и других веществ. Её функция заключается в объединении и обеспечении взаимодействия внутриклеточных структур: в гиалоплазме проходит биосинтез белка, откладывается гликоген, жировые включения, накапливается АТФ, вырабатываемый в ходе деятельности митохондрий.

## Эндомембранная система
Все мембраны органелл, включая плазмалемму — внешнюю оболочку клетки, являются тонкими липопротеидными плёнками, состоящими из двух слоев липидных молекул. На поверхности и в толще плёнки находятся различные белки. Примерное соотношение органических веществ: 25—60 % липидов, 40—75 % белков, 2—10 % углеводов в зависимости от особенностей мембраны. К функциям мембран относят: поддержание целостности органеллы или клетки, транспорт веществ, рецепция внешних сигналов, формирование межклеточных контактов.

### Ядерный аппарат
Ядерный аппарат — область клетки, содержащая специализированные компоненты, способствующие хранению и реализации генетического материала. Ядро эукариот состоит из двумембранной ядерной оболочки, хроматина, ядрышка, матрикса и кариоплазмы. В некоторых местах ядерной оболочки мембраны смыкаются, образуя ядерные поры — участки оболочки, содержащие сложные комплексы белковых молекул, осуществляющих транспорт веществ. У прокариот имеется аналог клеточного ядра — нуклеоид, или нуклеоплазма. Зона нуклеоида, в отличие от клеточного ядра, не отделена от цитоплазмы оболочкой и содержит рибосомы, различные граны и мембраны.

### Эндоплазматический ретикулум
Эндоплазматический ретикулум (ЭПР) — внутриклеточная неоднородная мембранная структура, состоящая из стопок и канальцев, являющаяся совокупностью изолированных резервуаров, в которых параллельно происходят различные синтетические процессы. ЭПР делится на два типа: гранулярный, или шероховатый, и гладкий. На поверхности шероховатового ЭПР находится большое количество гранул — рибосом или полисом, участвующих в синтезе белка. Гладкий ЭПР образуется из шероховатого и участвует в синтезе триглицеридов и липидов.

### Рибосома
Рибосома — немембранная органелла, специализированная на биосинтезе белка. В клетке представлена огромным количеством органелл, что обуславливает преобладание рибосомной РНК. Рибосома состоит из ряда специфических белков и нескольких рРНК. Работающий рибосомный комплекс состоит из двух так называемых субъединиц — малой и большой. Местом синтеза рибосом служит ядрышко.

### Комплекс Гольджи
Аппарат (комплекс) Гольджи — органелла, представляющая собой группу мембранных структур. Скопление мембран называются диктиосомой, в которой в виде цистерн упорядочены мембранные мешки. На периферии аппарата встречаются мелкие вакуоли (везикулы), которые образуются в результате отделения от краёв цистерн. Комплекс Гольджи участвует в накоплении, сортировке и выведении веществ, синтезированных в ЭПР. Вместе с гладким ЭПР аппарат Гольджи участвует в формировании лизосом.

### Лизосомы
Лизосомы — мембранные внутриклеточные частицы, везикулы аппарата Гольджи, участвующие в расщеплении экзогенных и эндогенных биологических макромолекул. Лизосомы содержат внутри большое количество различных гидролитических ферментов, а от переваривания самих себя они, вероятнее всего, защищены внутренними олигосахаридными участками. Для поддержания работы ферментов внутри поддерживается pH 5 уровень с помощью протонной помпы, функционирующей за счёт АТФ.

## Цитоскелет
Цитоскелет — опорно-двигательная система клетки, состоящая из трёх групп элементов: микрофиламентов — самых тонких из всех групп нитей, более толстых микротрубочек, средних по размеру промежуточных филаментов. Все эти компоненты участвуют во внутренних процессах перемещения клеточных компонентов и движении самой клетки. Пассивно цитоскелет выполняет роль каркаса.
Клеточный центр — центр организации микротрубочек, обеспечивающий их образование и рост. Клеточный центр играет важную роль в образовании цитоскелета и делении клетки. Центросомы, входящие в состав клеточного центра, участвуют в образовании веретена деления и задают полюса клетки. Клеточный центр расположен вблизи ядра и окружен уплотнённым матриксом.

## Эндосимбионты
1. наружная мембрана
2. межмембранное пространство
3. внутренняя мембрана (1+2+3: оболочка)
4. строма (жидкость)
5. тилакоид с просветом (люменом) внутри
6. мембрана тилакоида
7. грана (стопка тилакоидов)
8. тилакоид (ламела)
9. зерно крахмала
10. рибосома
11. пластидная ДНК
12. пластоглобула (капля жира)

Согласно симбиотической теории, митохондрии и пластиды возникли в результате симбиоза свободноживущих бактерий и прокариот-хозяев. Уточняется, что функция клеточного дыхания у митохондрий и процесс фотосинтеза у хлоропластов появились задолго до формирования полноценных эукариотических организмов.

### Митохондрии
Митохондрии, реже хондриосомы, представляют собой так называемые «энергетические станции клетки», функция которых заключается в окислении органических соединений и последующем синтезе АТФ с использованием энергии окисленных соединений (см. клеточное дыхание). Несмотря на большое разнообразие возможных размеров и форм, митохондрии имеют постоянную сложную двумембранную структуру. От цитоплазмы они отделены наружной мембраной, а внутренняя, имеющая многочисленные складки — кристы, содержит матрикс с митохондриальной ДНК, РНК, митохондриальными рибосомами и различными включениями. 

### Пластиды
Пластиды — двумембранные органеллы, встречающиеся в клетках эукариот-фототрофов. Как и у митохондрий, в матриксе пластид содержится собственные ДНК, РНК и белоксинтезирующий аппарат. Пластиды делятся на хлоропласты, лейкопласты, и хромопласты. Наиболее значимым является хлоропласт — двумембранная органелла, содержащий пигмент хлорофилл, способствующий фотосинтезу. Внешняя мембрана отделяет пластид от цитоплазмы, а внутренняя окружает строму (аналог матрикса у митохондрий). Внутренняя мембрана может образовывать плоские вытянутые несвязанные между собой ламеллы, или упорядоченные в стопки (граны) тилакоиды.
Лейкопласты - это пластиды, не содержащие хлорофилла, и выполняющие другие функции - запасание глюкозы в виде полимера крахмала (амилопласты), запасание жиров (олейопласты) и белков (протеинопласты), также у высших растений есть пластиды, ответственные за гравитропизм - статолиты (видоизменённые амилопласты), находящиеся в цитоплазмах особых клеток - статоцистов, образующих специализированную ткань - статенхиму. Статенхима, например, присутствует в корневых чехликах и в эндодерме.